# Nebulosa E
La Nebulosa E è una nebulosa oscura osservabile nella costellazione dell'Aquila; deve il suo nome alla sua particolare forma, che ricorda una lettera "E" maiuscola.
Si tratta in realtà di sue sistemi nebulosi separati fra loro, noti come B 142 e B 143; si individua circa 1 grado ad ovest della stella γ Aquilae, facente parte dello stesso asterismo di Altair. B 143, la parte settentrionale, è la più scura ed anche la più estesa, e maschera completamente la luce delle stelle che le stanno dietro, al punto che appare intensamente nera; B 142 è invece meno densa, lasciando passare in parte la luce delle stelle di fondo. Entrambe si evidenziano bene in un telescopio amatoriale di medie dimensioni; la distanza dei due complessi nebulosi è stimata sui circa 2000 anni luce da noi.